# Serpula infundibulum
Serpula infundibulum är en ringmaskart som beskrevs av Martini 1776. Serpula infundibulum ingår i släktet Serpula och familjen Serpulidae. Inga underarter finns listade i Catalogue of Life.